# Tony Jamieson
Tony Lloyd Jamieson (* 7. April 1977 in Wellington, Neuseeland) ist ein ehemaliger Fußballspieler von den Cookinseln. Er spielte auf der Position eines Torwarts.

## Vereine
Jamieson begann seine Karriere beim Verein Sokattack Nikao auf den Cookinseln. 1996 wechselte er zum neuseeländischen Verein North Wellington AFC. 2001 wechselte er für eine Saison zu seinem Stammverein Sokattack Nikao. 2002 zog er nach Neuseeland und schloss sich Wellington United an. Nach zwei weiteren Stationen in Neuseeland kehrte er 2011 in seine Heimat zurück und spielte für Tupapa Maraerengaj. 2014 beendete Jamieson seine Karriere.

## Nationalmannschaft
Jamieson, der am 4. Juni 2001 gegen die Salomonische Fußballnationalmannschaft sein Debüt gab, ist mit 18 Spielen Rekordnationalspieler seines Landes. Außerdem war er Kapitän seiner Auswahl.

## Erfolge
- 2013–2014: Meister des Cook Islands Round Cup